# Östlig chipmunk
Östlig chipmunk (Tamias striatus) är en art i släktet jordekorrar som tillhör ekorrfamiljen.

## Utbredning
Djuret förekommer i östra Nordamerika, från sydöstra Saskatchewan till Nova Scotia i Kanada till östra USA. Det har dessutom införts till Newfoundland. Sydgränsen går från västra Oklahoma och östra Louisiana till östra Virginia.

## Beskrivning

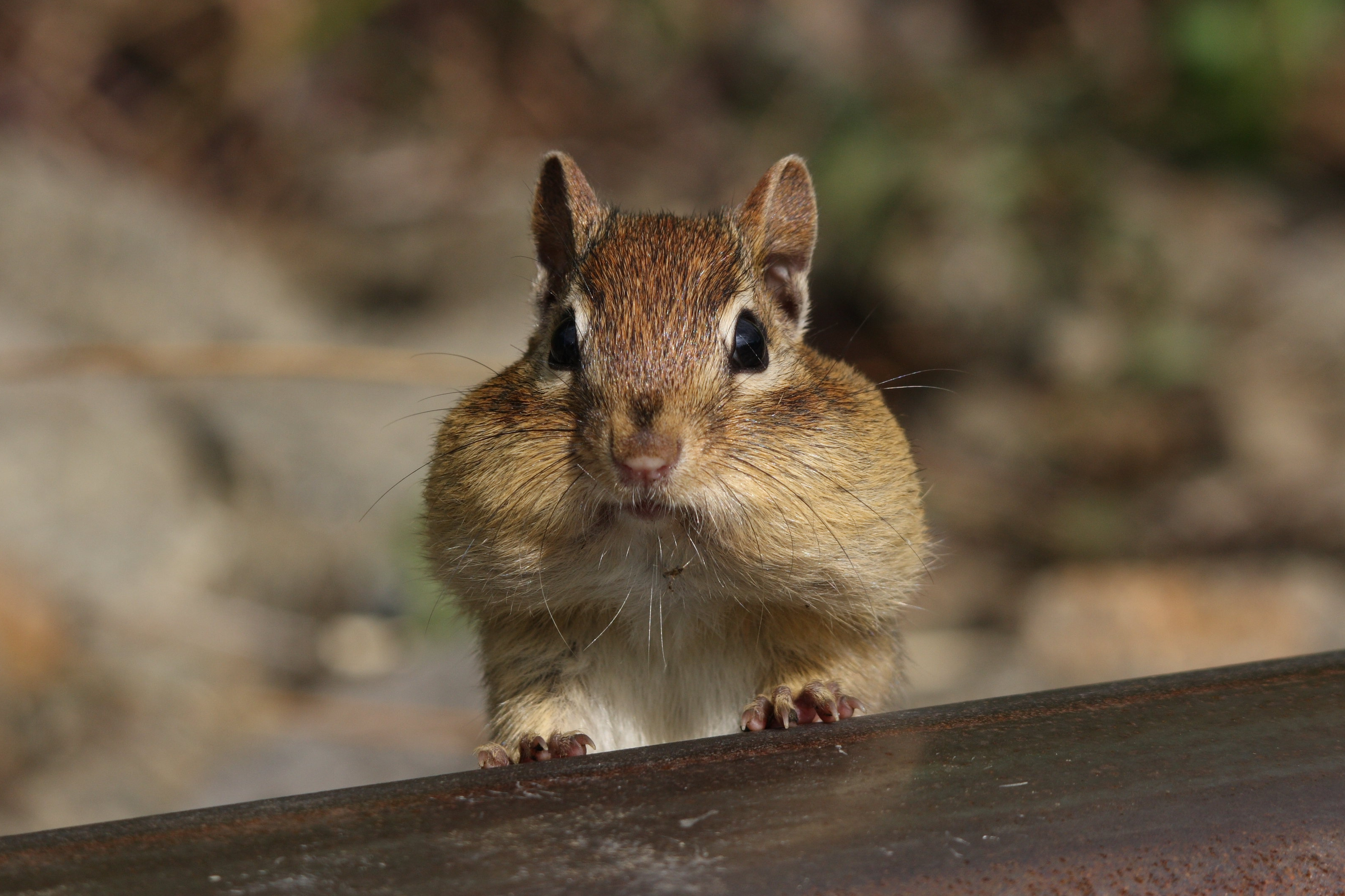
Östlig chipmunk med fyllda kindpåsar

Pälsen har en rödbrun grundfärg och fem mörkbruna längsgående strimmor på ryggen. De yttersta två strimmorna på varje sida skiljs genom en gul- till vitaktig strimma. På varje sida om den centrala mörkbruna strimman på ryggens topp förekommer bredare strimmor som främst består av gråa hår men även bruna och orangeröda hår kan vara inblandade. Vid stjärten är pälsen rödbrun och kroppens sidor är täckta av gulorange päls. Även kring ögonen förekommer korta ljusa strimmor. Liksom andra jordekorrar har djuret kindpåsar för att lagra föda.
Arten når vanligen en absolut längd (med svans) av 225 till 268 mm, en svanslängd av 71 till 101 mm och en vikt av 80 till 125 g. Den har en framtand i varje käkhalva, ingen hörntand, en premolar och tre molarer.

## Ekologi
Habitatet utgörs av lövskogar, buskskogar, områden med större häckförekomster och parker i närheten av människans bostäder. Den föredrar ställen med buskar eller klippor för att gömma sig.
Östlig chipmunk har bra förmåga att klättra på träd men bygger underjordiska bon med flera tunnlar och ofta olika ingångar. Under vintern faller den ofta i dvala (torpor) men den håller igen vinterdvala.
Arten är huvudsakligen aktiv på dagen för att samla föda. Den äter bland annat frön, frukter, nötter, gröna växtdelar, svampar, insekter, maskar och fågelägg. Östlig chipmunk hotas själv av hökar, rävar, tvättbjörnar, vesslor, ormar och katter. Därför döljer den bona med löv, stenar, stjälkar eller annat material.
Individerna lever ensamma utanför parningstiden. Honor kan para sig en eller två gånger per år och föder vanligen 3 till 5 ungar per kull. I sällsynta fall kan en kull ha upp till 15 ungar. Det finns två parningstider, den första mellan mars och april, den andra mellan juli och augusti. I fångenskap kan djuret bli åtta år gammalt men i naturen dör den tidigare, oftast efter två eller tre år.

### Webbkällor
- Michelle Kroll (2000). ”Tamias striatus eastern chipmunk” (på engelska). Animal Diversity Web (University of Michigan). http://animaldiversity.ummz.umich.edu/site/accounts/information/Tamias_striatus.html.
- David Sheppard, B.T. Aniskowicz (2000). ”Chipmunk” (på engelska). Hinterland Who's Who (Ministery of the Environment). Arkiverad från originalet den 9 januari 2010. https://web.archive.org/web/20100109235508/http://www.hww.ca/hww2.asp?id=86.
- ”Eastern Chipmunk” (på engelska). Natural History Notebooks. Arkiverad från originalet den 4 juli 2010. https://web.archive.org/web/20100704152526/http://nature.ca/notebooks/english/estchip.htm.